# Lindesnes
Lindesnes is een gemeente in de Noorse provincie Agder. Lindesnes telt ruim 23.000 inwoners (2020). Het is de meest zuidelijk gelegen gemeente in het land, in het westen grenzend aan Lyngdal, in het noorden aan Evje og Hornnes en in het oosten aan Kristiansand.  De huidige gemeente ontstond per 1 januari 2020 toen de 'oude' gemeente Lindesnes werd samengevoegd met Marnardal en Mandal. De oude gemeente Lindesnes ontstond in 1964 door de fusie van de vroegere gemeenten Spangereid, Vigmostad en Sør-Audnedal. De gemeente telt ruim 23.000 inwoners, de oude gemeente Lindesnes telde 4950 inwoners in januari 2017. Het bestuur van de fusiegemeente is gevestigd in Mandal.